# Festival Internacional del Nuevo Cine Latinoamericano de La Habana
Il Festival Internacional del Nuevo Cine Latinoamericano de La Habana è un festival cinematografico che si tiene annualmente, a partire dal 1979. Assegna, insieme all'ALMA Award, i premi più prestigiosi di tutta l'America Latina.